# Natalia Fischer Egusquiza
Natalia Fischer Egusquiza   (Estepona, 20 de desembre de 1993) és una ciclista de muntanya espanyola. Va participar en el campionat d’Europa de XCM l’any 2021, acabant primera a la prova de cross-country marató. El 2021 va participar en el campionat mundial de XCM guanyant la medalla de bronze.

## Biografia
Natalia Fischer va néixer el 20 de desembre de 1993 a Estepona. A la localitat malaguenya va créixer i es va formar acadèmicament. Va començar a pedalar en bicicleta tot terreny quan era molt petita arran que els seus pares li regalessin una. Uns anys després es va començar a interessar pels triatlons hi va competir uns quants anys en aquesta modalitat, va aconseguir bastants reconeixements en aquesta modalitat, però el seu punt fort era la bicicleta, i per això, passats uns anys es va passar a la bicicleta de muntanya. No li agradava l’ambient que es formava en ciclisme de carretera i va tenir alguna mala experiència en aquesta disciplina i és per això que va acabar dedicant-se professionalment al ciclisme de muntanya.
El 2022 tenia l'objectiu de participar als Jocs Olímpics de 2024 a París.

## Trajectòria
El 10 de novembre de 2021 va fitxar per l’equip BH Templo Cafés UCC, un equip espanyol centrat en la bicicleta de muntanya creat el 2019 per Carlos Coloma, un exciclista professional. Aquest equip la va ajudar a millorar el seu rendiment i va obtenir molts premis, dels quals destaquen els següents: campiona d’Europa XCM l'any 2021, campiona d’Espanya Team Realy XCO 2021, bronze mundial XCM 2021, subcampiona d’Espanya XCO.
2021.
| Competició                         | Data | Medalla/resultat        |
| ---------------------------------- | ---- | ----------------------- |
| Campionat d’Europa XCO             | 2021 | Or, primera posició     |
| Campionat d'Espanya Team Realy XCO | 2021 | Or, primera posició     |
| Campionat Mundial XCM              | 2021 | Bronze, tercera posició |
| Campionat d'Espanya XCO            | 2021 | Plata, segona posició   |